# Herrschaft Au

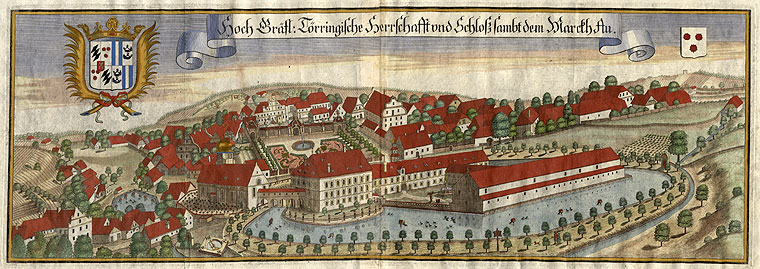
Michael Wening: Schloss der Grafen von Törring und Markt Au, Anfang 18. Jh.

Die Herrschaft Au war eine adelige Herrschaft innerhalb des Herzogtums Bayern. Sitz war der Markt Au in der Hallertau, zuständiges Pfleggericht Moosburg.

## Geographie
Die Herrschaft umfasste die Orte Au in der Hallertau, Haslach, Leitersdorf, Wolfersdorf, Halsberg, Kürzling, Seysdorf, Günzenhausen, Osseltshausen, Thonhof, Aigenbeni und Brudersdorf.
Zugehörig waren zeitweise auch
- die Hofmark Hirnkirchen (geschlossen; ab 1565) mit Hirnkirchen und Kranzberg
- die Hofmark Attenkirchen mit Attenkirchen, Gfeichet, Einhausen und Reit.
- die Hofmark Tegernbach (ab 1566) mit Tegernbach, Aich, Grub, Peterloh, Stolzhof, Straßlehen, Weingarten, Haid und Sammetsreith
- die Hofmark Hettenkirchen (geschlossen, ab 1565) mit Hettenkirchen und Mösbuch
- die Hofmark Pfettrach (geschlossen; ab 1606) mit Pfettrach und Brandloh
- die Hofmark Paunzhausen,
- die Hofmark Appersdorf mit Oberappersdorf und Ober- und Unterholzhäusln
- der Sitz Kirchdorf
- die Hofmark Haag an der Amper (geschlossen, ab 1833) mit Haag an der Amper, Weihrinnen und Unterschweig

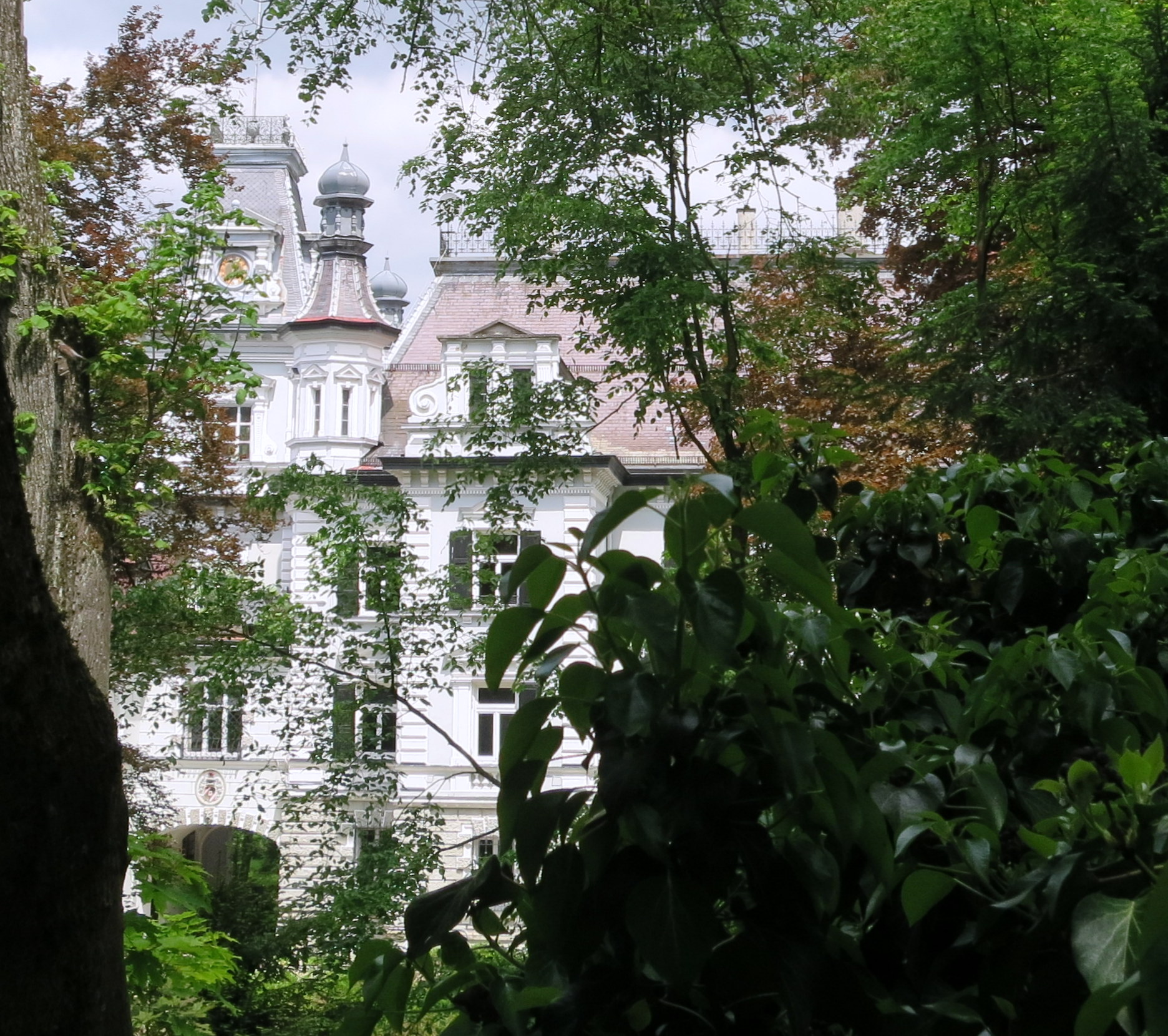
Schloss Au in der Hallertau.

## Geschichte
Über die genauen Anfänge der Herrschaft ist nichts Genaues bekannt. 990 bis 1272 hatten die Grafen von Moosburg die Herrschaft Au zu Lehen. Es folgten die Herren von Stein und die Herren von Abensberg.
Am 12. September 1349 erwarb Graf Ulrich III. von Abensberg für Au bei Kaiser Ludwig dem Bayer das Marktrecht: …das Recht, sich mit Zäunen und Gräben zu umfangen, auch daß sie Stock und Galgen und einen Wochenmarkt haben sollen.
Nach dem Tode Ulrich III. von Abensberg 1385 wurden Markt und Veste Au für 950 ungarische Gulden an die Preysinger verkauft. Es folgten die Freiherren von Thurn, deren Schloss in Au im Landshuter Erbfolgekrieg 1503 bis 1505 vollständig abbrannte und 1544 bis 1578 in den jetzigen Ausmaßen wieder aufgebaut wurde. 1644 erwarben die Freiherren von Fraunhofen die Herrschaft, denen die Grafen von Törring-Seefeld als Erben folgten. 1764 bis 1828 besaßen die Grafen von Preysing-Hohenaschau die Herrschaft. Im Jahre 1818 wurde im Zuge des 2. Gemeindeedikts in Au ein Patrimonialgericht errichtet, dass die Gebiete der Herrschaft Au umfasste. 1828 bis 1833 folgten die Freiherren von Maderny als Besitzer, 1833 bis 1845 die Grafen von Montgelas und seit 1846 die Freiherrn Beck von Peccoz.
Die letzten Reste der Adelsherrschaft wurden 1848 beseitigt, Schlossbesitzer in Au ist weiterhin die Familie Beck von Peccoz.

### Herren des Schlosses Au
1. 0990–1281 Grafen von Moosburg
2. 1281–1306 Herren von Stein
3. 1306–1385 Herren bzw. Grafen von Abensberg
4. 1385–1472 Preysinger, Grafen von Wolnzach und Moos
5. 1472–1642 Freiherren von Thurn
6. 1644–1669 Freiherren von Fraunhofen
7. 1709–1735/64 Grafen von Törring-Seefeld
8. 1764–1828 Grafen von Preysing-Hohenaschau
9. 1828–1833 Freiherren von Maderny
10. 1833–1845 Grafen von Montgelas
11. seit 1846 Freiherrn Beck von Peccoz